# Glenavon Football Club
El Glenavon Football Club és un club de futbol nord-irlandès de la ciutat de Lurgan.

## Història
El club va ser fundat el 1889. Fou el primer club de fora de la capital, Belfast, que guanyà la lliga nord irlandesa, la temporada 1951-52.

## Palmarès
- Lliga nord irlandesa de futbol: 3
  - 1951/52, 1956/57, 1959/60
- Copa nord irlandesa de futbol: 5
  - 1956/57, 1958/59, 1960/61, 1991/92, 1996/97
- Copa de la Lliga nord irlandesa de futbol: 1
  - 1989/90
- Intermediate Cup: 1
  - 2004/05
- County Antrim Shield: 2
  - 1990/91, 1995/96
- Gold Cup: 4

## Jugadors destacats
- Paul Byrne
- Jackie Denver
- Wilbur Cush
- Glenn Ferguson
- Gerard McMahon
- Jimmy Jones
- Ray McCoy
- Paddy Sloan